# Norvégia az 1968. évi nyári olimpiai játékokon
Norvégia a mexikói Mexikóvárosban megrendezett 1968. évi nyári olimpiai játékok egyik részt vevő nemzete volt. Az országot az olimpián 11 sportágban 46 sportoló képviselte, akik összesen 2 érmet szereztek.

## Érmesek
| Érem  | Versenyző                                           | Sportág    | Versenyszám               |
| ----- | --------------------------------------------------- | ---------- | ------------------------- |
| Arany | Steiner Amundsen Tore Berger Jan Johansen Egil Søby | Kajak-kenu | Férfi kajak négyes 1000 m |
| Ezüst | Peder Lunde, Jr. Per Olav Wiken                     | Vitorlázás | Csillaghajó               |

## Atlétika
Férfi
| Versenyző      | Versenyszám    | Előfutam | Előfutam | Előfutam | Elődöntő | Elődöntő | Elődöntő | Döntő   | Döntő    |
| Versenyző      | Versenyszám    | Idő      | Hely.    | Össz.    | Idő      | Hely.    | Össz.    | Idő     | Helyezés |
| -------------- | -------------- | -------- | -------- | -------- | -------- | -------- | -------- | ------- | -------- |
| Arne Kvalheim  | 1500 m         | 3:47,50  | 4.       | 9.       | 3:55,32  | 8.       | 17.      | kiesett | kiesett  |
| Kjellfred Weum | 110 m gát      | 14,08    | 3.       | 16.      | 14,04    | 6.       | 11.      | kiesett | kiesett  |
| Arne Risa      | 3000 m akadály | 9:07,31  | 4.       | 10.      |          |          |          | 9:08,98 | 8.       |

Női
| Versenyző         | Versenyszám | Selejtező | Selejtező | Döntő    | Döntő    |
| Versenyző         | Versenyszám | Eredmény  | Helyezés  | Eredmény | Helyezés |
| ----------------- | ----------- | --------- | --------- | -------- | -------- |
| Anne Lise Wærness | Magasugrás  | 160 cm    | 23.       | kiesett  | kiesett  |
| Berit Berthelsen  | Távolugrás  | 648 cm    | 2.        | 640 cm   | 7.       |

| Versenyző        | Versenyszám | 80 m gát | 80 m gát | Súlylökés | Súlylökés | Magasugrás | Magasugrás | Távolugrás | Távolugrás | 200 m | 200 m | Végeredmény | Végeredmény |
| Versenyző        | Versenyszám | Idő      | Pont     | Eredmény  | Pont      | Eredmény   | Pont       | Eredmény   | Pont       | Idő   | Pont  | Pont        | Helyezés    |
| ---------------- | ----------- | -------- | -------- | --------- | --------- | ---------- | ---------- | ---------- | ---------- | ----- | ----- | ----------- | ----------- |
| Berit Berthelsen | Ötpróba     | 11,69    | 948      | 10,80 m   | 771       | 156 cm     | 902        | 628 cm     | 1051       | 24,52 | 977   | 4649        | 18.         |

## Birkózás
Kötöttfogású
| Versenyző     | Versenyszám | 1. forduló                       | 2. forduló                              | 3. forduló                        | 4. forduló                    | 5. forduló        | 6. forduló        | Döntő             | Helyezés    |
| Versenyző     | Versenyszám | Ellenfél Eredmény                | Ellenfél Eredmény                       | Ellenfél Eredmény                 | Ellenfél Eredmény             | Ellenfél Eredmény | Ellenfél Eredmény | Ellenfél Eredmény | Helyezés    |
| ------------- | ----------- | -------------------------------- | --------------------------------------- | --------------------------------- | ----------------------------- | ----------------- | ----------------- | ----------------- | ----------- |
| Harald Barlie | 78 kg       | Sırrı Acar (TUR) · 3-1           | Jimmy Martinetti (SUI) · 1-3            | Viktor Igumenov (URS) · kétvállas | Metodi Zarev (BUL) · 3-1      |                   |                   | kiesett           | helyezetlen |
| Håkon Øverby  | 87 kg       | Héctor Alvarez (MEX) · kétvállas | José Manuel Hernández (GUA) · kétvállas | Petar Krumov (BUL) · 3-1          | Lothar Metz (GDR) · kétvállas | kiesett           |                   | kiesett           | helyezetlen |
| Tore Hem      | 97 kg       | Caj Malmberg (FIN) · 1-3         | Per Svensson (SWE) · 2-2                | Wacław Orłowski (POL) · 1-3       | Bojan Radev (BUL) · kétvállas | kiesett           | kiesett           | kiesett           | 5.          |

## Kajak-kenu
Férfi
| Versenyző                                           | Versenyszám         | Előfutam | Előfutam | Előfutam | Vigaszág | Vigaszág | Vigaszág | Elődöntő | Elődöntő | Elődöntő | Döntő   | Döntő    |
| Versenyző                                           | Versenyszám         | Idő      | Hely.    | Össz.    | Idő      | Hely.    | Össz.    | Idő      | Hely.    | Össz.    | Idő     | Helyezés |
| --------------------------------------------------- | ------------------- | -------- | -------- | -------- | -------- | -------- | -------- | -------- | -------- | -------- | ------- | -------- |
| Rolf Olsen                                          | Kajak egyes 1000 m  | 4:08,0   | 2.       | 11.      | erőnyerő | erőnyerő | erőnyerő | 4:09,08  | 4.       | 13.      | kiesett | kiesett  |
| Steiner Amundsen Egil Søby Tore Berger Jan Johansen | Kajak négyes 1000 m | 3:19,6   | 2.       | 4.       | erőnyerő | erőnyerő | erőnyerő | 3:18,29  | 1.       | 1.       | 3:14,38 |          |

## Kerékpározás

### Országúti kerékpározás
| Versenyző                                               | Versenyszám     | Idő              | Helyezés |
| ------------------------------------------------------- | --------------- | ---------------- | -------- |
| Ørnulf Andresen                                         | Mezőnyverseny   | 5:05:17 (+23:52) | 56.      |
| Thorleif Andresen                                       | Mezőnyverseny   | 4:44:10 (+2:45)  | 13.      |
| Jan Erik Gustavsen                                      | Mezőnyverseny   | 4:54:41 (+13:15) | 47.      |
| Tore Milsett                                            | Mezőnyverseny   | 4:44:12 (+2:46)  | 14.      |
| Ørnulf Andresen Thorleif Andresen Tore Milsett Leif Yli | Csapat időfutam | 2:14:32 (+6:45)  | 5.       |

### Pálya-kerékpározás
Üldözőversenyek
| Versenyző    | Versenyszám  | Selejtező | Selejtező | Nyolcaddöntő | Nyolcaddöntő | Nyolcaddöntő | Elődöntő     | Elődöntő  | Elődöntő | Döntő        | Döntő     | Helyezés |
| Versenyző    | Versenyszám  | Idő       | Hely.     | Ellenfél Idő | Saját idő    | Hely.        | Ellenfél Idő | Saját idő | Hely.    | Ellenfél Idő | Saját idő | Helyezés |
| ------------ | ------------ | --------- | --------- | ------------ | ------------ | ------------ | ------------ | --------- | -------- | ------------ | --------- | -------- |
| Knut Knudsen | Férfi egyéni | 4:46,70   | 11.       | kiesett      | kiesett      | kiesett      | kiesett      | kiesett   | kiesett  | kiesett      | kiesett   | 11.      |

## Ökölvívás
| Versenyző        | Versenyszám | 32-es főtábla              | Nyolcaddöntő              | Negyeddöntő       | Elődöntő          | Döntő             | Helyezés |
| Versenyző        | Versenyszám | Ellenfél Eredmény          | Ellenfél Eredmény         | Ellenfél Eredmény | Ellenfél Eredmény | Ellenfél Eredmény | Helyezés |
| ---------------- | ----------- | -------------------------- | ------------------------- | ----------------- | ----------------- | ----------------- | -------- |
| Nils Dag Strømme | Pehelysúly  | Werner Ruzicka (FRG) · 3-2 | Ivan Mihajlov (BUL) · 0-5 | kiesett           | kiesett           | kiesett           | 9.       |

## Sportlövészet
Nyílt
| Versenyző       | Versenyszám                    | Pont | Helyezés |
| --------------- | ------------------------------ | ---- | -------- |
| John Rødseth    | Szabadpisztoly                 | 550  | 13.      |
| Bjørn Bakken    | Sportpuska, fekvő              | 595  | 7.       |
| Bjørn Bakken    | Sportpuska, összetett          | 1150 | 9.       |
| Bjørn Bakken    | Szabadpuska, összetett (300 m) | 1129 | 14.      |
| Elling Øvergård | Szabadpuska, összetett (300 m) | 1135 | 9.       |
| Elling Øvergård | Sportpuska, összetett          | 1144 | 19.      |
| Elling Øvergård | Sportpuska, fekvő              | 593  | 19.      |
| Kjell Sørensen  | Trap                           | 185  | 39.      |

## Súlyemelés
| Versenyző    | Versenyszám | Nyomás   | Nyomás   | Szakítás | Szakítás | Lökés    | Lökés    | Összesen | Helyezés |
| Versenyző    | Versenyszám | Eredmény | Helyezés | Eredmény | Helyezés | Eredmény | Helyezés | Összesen | Helyezés |
| ------------ | ----------- | -------- | -------- | -------- | -------- | -------- | -------- | -------- | -------- |
| Leif Jenssen | 75 kg       | 127,5    | 14.      | 120,0    | 11.      | 157,5    | 13.      | 405,0    | 14.      |

## Torna
Női
| Versenyző                                                                              | Versenyszám      | Selejtező | Selejtező | Döntő    | Döntő    |
| Versenyző                                                                              | Versenyszám      | Pontszám  | Helyezés  | Pontszám | Helyezés |
| -------------------------------------------------------------------------------------- | ---------------- | --------- | --------- | -------- | -------- |
| Helga Braathen                                                                         | Talaj            | 17,20     | 79.       | kiesett  | kiesett  |
| Helga Braathen                                                                         | Ugrás            | 17,45     | 67.       | kiesett  | kiesett  |
| Helga Braathen                                                                         | Felemás korlát   | 17,00     | 71.       | kiesett  | kiesett  |
| Helga Braathen                                                                         | Gerenda          | 17,55     | 49.       | kiesett  | kiesett  |
| Helga Braathen                                                                         | Egyéni összetett |           |           | 69,20    | 67.*     |
| Unni Holmen                                                                            | Talaj            | 16,85     | 90.       | kiesett  | kiesett  |
| Unni Holmen                                                                            | Ugrás            | 17,40     | 68.       | kiesett  | kiesett  |
| Unni Holmen                                                                            | Felemás korlát   | 15,70     | 89.       | kiesett  | kiesett  |
| Unni Holmen                                                                            | Gerenda          | 15,75     | 87.       | kiesett  | kiesett  |
| Unni Holmen                                                                            | Egyéni összetett |           |           | 65,70    | 87.      |
| Ann-Mari Hvaal                                                                         | Talaj            | 16,30     | 99.       | kiesett  | kiesett  |
| Ann-Mari Hvaal                                                                         | Ugrás            | 17,50     | 66.       | kiesett  | kiesett  |
| Ann-Mari Hvaal                                                                         | Felemás korlát   | 15,10     | 94.       | kiesett  | kiesett  |
| Ann-Mari Hvaal                                                                         | Gerenda          | 14,90     | 92.       | kiesett  | kiesett  |
| Ann-Mari Hvaal                                                                         | Egyéni összetett |           |           | 63,80    | 89.      |
| Torunn Isberg                                                                          | Talaj            | 17,55     | 68.       | kiesett  | kiesett  |
| Torunn Isberg                                                                          | Ugrás            | 17,00     | 81.       | kiesett  | kiesett  |
| Torunn Isberg                                                                          | Felemás korlát   | 16,00     | 84.       | kiesett  | kiesett  |
| Torunn Isberg                                                                          | Gerenda          | 17,00     | 62.       | kiesett  | kiesett  |
| Torunn Isberg                                                                          | Egyéni összetett |           |           | 67,55    | 80.      |
| Jill Kvamme-Schau                                                                      | Talaj            | 17,10     | 84.       | kiesett  | kiesett  |
| Jill Kvamme-Schau                                                                      | Ugrás            | 17,25     | 75.       | kiesett  | kiesett  |
| Jill Kvamme-Schau                                                                      | Felemás korlát   | 16,20     | 82.       | kiesett  | kiesett  |
| Jill Kvamme-Schau                                                                      | Gerenda          | 17,25     | 59.       | kiesett  | kiesett  |
| Jill Kvamme-Schau                                                                      | Egyéni összetett |           |           | 67,80    | 77.*     |
| Wenche Sjong                                                                           | Talaj            | 16,85     | 90.       | kiesett  | kiesett  |
| Wenche Sjong                                                                           | Ugrás            | 17,10     | 80.       | kiesett  | kiesett  |
| Wenche Sjong                                                                           | Felemás korlát   | 15,10     | 94.       | kiesett  | kiesett  |
| Wenche Sjong                                                                           | Gerenda          | 17,40     | 55.       | kiesett  | kiesett  |
| Wenche Sjong                                                                           | Egyéni összetett |           |           | 66,45    | 86.      |
| Helga Braathen Unni Holmen Ann-Mari Hvaal Torunn Isberg Jill Kvamme-Schau Wenche Sjong | Csapat összetett |           |           | 338,15   | 12.      |

* - egy másik versenyzővel azonos eredményt ért el

## Úszás
Férfi
| Versenyző    | Versenyszám | Előfutam | Előfutam | Előfutam | Elődöntő | Elődöntő | Elődöntő | Döntő   | Döntő    |
| Versenyző    | Versenyszám | Idő      | Hely.    | Össz.    | Idő      | Hely.    | Össz.    | Idő     | Helyezés |
| ------------ | ----------- | -------- | -------- | -------- | -------- | -------- | -------- | ------- | -------- |
| Ørjan Madsen | 100 m gyors | 56,3     | 5.       | 30.      | kiesett  | kiesett  | kiesett  | kiesett | kiesett  |
| Ørjan Madsen | 200 m gyors | 2:05,4   | 4.       | 27.      |          |          |          | kiesett | kiesett  |
| Ørjan Madsen | 400 m gyors | 4:31,8   | 4.       | 21.      |          |          |          | kiesett | kiesett  |

## Vitorlázás
Nyílt
| Versenyző                                               | Versenyszám     | Futam | Futam  | Futam | Futam  | Futam | Futam  | Futam | Pontszám | Helyezés |
| Versenyző                                               | Versenyszám     | 1     | 2      | 3     | 4      | 5     | 6      | 7     | Pontszám | Helyezés |
| ------------------------------------------------------- | --------------- | ----- | ------ | ----- | ------ | ----- | ------ | ----- | -------- | -------- |
| Per Werenskiold                                         | Finn dingi      | 3,0   | 11,7   | 22,0  | 27,0   | 35,0  | (37,0) | 30,0  | 128,7    | 21.      |
| Peder Lunde, Jr. Per Olav Wiken                         | Csillaghajó     | 3,0   | 0,0    | 11,7  | (17,0) | 13,0  | 13,0   | 3,0   | 43,7     |          |
| Bjørn Lofterød Odd Roar Lofterød                        | Repülő hollandi | 3,0   | 3,0    | 13,0  | 11,7   | 11,7  | (36,0) | 10,0  | 52,4     | 5.       |
| Stein Føyen V. Harald Eirik Johannessen                 | 5,5 méteres     | 16,0  | (22,0) | 16,0  | 16,0   | 16,0  | 10,0   | 17,0  | 91,0     | 11.      |
| Jan-Erik Aarberg Theodor Sommerschield Erik Wiik-Hansen | Sárkányhajó     | 8,0   | 21,0   | 17,0  | (25,0) | 21,0  | 22,0   | 10,0  | 99,0     | 12.      |

## Vívás
Férfi
| Versenyző    | Versenyszám       | Csoportkör | Csoportkör | Csoportkör | Csoportkör | Nyolcaddöntő      | Negyeddöntő       | Elődöntő          | Vigaszág a döntőért | Vigaszág a döntőért | Vigaszág a döntőért | Vigaszág a döntőért | Vigaszág a döntőért | Döntő             | Helyezés    |
| Versenyző    | Versenyszám       | 1. kör | 1. kör     | 2. kör | 2. kör     | Nyolcaddöntő      | Negyeddöntő       | Elődöntő          | 1. kör              | 2. kör              | 3. kör              | 4. kör              | 5. kör              | Döntő             | Helyezés    |
| Versenyző    | Versenyszám       | Ellenfél Eredmény | Hely.      | Ellenfél Eredmény | Hely.      | Ellenfél Eredmény | Ellenfél Eredmény | Ellenfél Eredmény | Ellenfél Eredmény   | Ellenfél Eredmény   | Ellenfél Eredmény   | Ellenfél Eredmény   | Ellenfél Eredmény   | Ellenfél Eredmény | Helyezés    |
| ------------ | ----------------- | --- | ---------- | --- | ---------- | ----------------- | ----------------- | ----------------- | ------------------- | ------------------- | ------------------- | ------------------- | ------------------- | ----------------- | ----------- |
| Jan von Koss | Párbajtőr, egyéni | K. csoport · Fritz Zimmermann (FRG) · V · Michel Steininger (SUI) · V · Claudio Francesconi (ITA) · GY · Gerry Wiedel (CAN) · GY                   | 2.         | C. csoport · Bohdan Gonsior (POL) · V · Peter Lötscher (SUI) · V · Klaus Dumke (GDR) · V · Nicholas Halsted (GBR) · GY · Roland Losert (AUT) · GY | 5.         | kiesett           | kiesett           | kiesett           | kiesett             | kiesett             | kiesett             | kiesett             | kiesett             | kiesett           | helyezetlen |
| Dag Midling  | Párbajtőr, egyéni | H. csoport · Paul Pesthy (USA) · V · Gianluigi Saccaro (ITA) · V · Orvar Lindwall (SWE) · GY · Carlos Couto (BRA) · V · Tănase Mureșanu (ROU) · GY | 5.         | kiesett | kiesett    | kiesett           | kiesett           | kiesett           | kiesett             | kiesett             | kiesett             | kiesett             | kiesett             | kiesett           | helyezetlen |